# Manso Calders
El Manso Calders és una masia de Montornès del Vallès (Vallès Oriental) catalogada com a bé cultural d'interès local.

## Història
Al segle xvi es coneixa com a Cal Comte o la Torre, i el 1599 era propietat de Miquel Jeroni de Calders i de Gilabert, casat amb Maria Anna Lleu i Gomis.
El 1871 va ser reformada per Aleix Aymamí, i el 1899 va ser adquirida per Lluís Estapà, que la va vendre a Maties Muntadas i Rovira, gerent de L'Espanya Industrial. Aquest va fer transformar-ne els entorns en un gran jardí, actualment parc públic. A la seva mort el 1927, va passar a mans de la seva filla Francesca Muntadas i Estruch, casada amb Carles d'España i de Digoine, que la van convertir en la seva torre d'estiueig.
Als anys 1980 va passar a ser propietat pública i en l'actualitat acull l'Institut Vinyes Velles.

## Descripció
Edifici de planta quadrada, coronat amb teulada de quatre vessants. La seva façana està orientada vers llevant, i els seus elements es distribueixen simètricament respecte a un eix central que es troba definit per una porta adovellada d'arc de mig punt i un escut coronat al seu damunt. Hi ha sis finestres, dues d'elles arran de terra i les altres quatre a l'alçada d'un primer pis. A sota la teulada hi ha una filera de nou finestres d'arc de mig punt. A la dreta de la façana hi ha un rellotge de sol. L'edifici es troba arrebossat i pintat de color blanc, excepte les dovelles de la porta, els bancals i les llindes de les finestres i les cantoneres de tot l'edifici. Adossat al mur de l'esquerra hi ha un safareig. Al davant de la casa, i tancant una era, hi ha una balustrada.